# Världsmästerskapen i badminton 2014
Världsmästerskapen i badminton 2014 anordnades den 25-31 augusti i Köpenhamn, Danmark. 

## Medaljsummering
| Pl.    | Nation     | Guld | Silver | Brons | Totalt |
| ------ | ---------- | ---- | ------ | ----- | ------ |
| 1      | Kina       | 3    | 3      | 1     | 7      |
| 2      | Sydkorea   | 1    | 1      | 2     | 4      |
| 3      | Spanien    | 1    | 0      | 0     | 1      |
| 4      | Malaysia   | 0    | 1      | 0     | 1      |
| 5      | Danmark    | 0    | 0      | 3     | 3      |
| 6      | Japan      | 0    | 0      | 2     | 2      |
| 7      | Indonesien | 0    | 0      | 1     | 1      |
| 7      | Indien     | 0    | 0      | 1     | 1      |
| Totalt | Totalt     | 5    | 5      | 10    | 20     |

## Resultat
| Event       | Guld                                     | Silver                                  | Brons                                                   |
| Herrsingel  | Chen Long (CHN)                          | Lee Chong Wei (MAS)                     | Viktor Axelsen (DEN)                                    |
| Herrsingel  | Chen Long (CHN)                          | Lee Chong Wei (MAS)                     | Tommy Sugiarto (INA)                                    |
| Damsingel   | Carolina Marín (ESP)                     | Li Xuerui (CHN)                         | Minatsu Mitani (JPN)                                    |
| Damsingel   | Carolina Marín (ESP)                     | Li Xuerui (CHN)                         | Pusarla Venkata Sindhu (IND)                            |
| Herrdubbel  | Ko Sung-hyun · och Shin Baek-cheol (KOR) | Lee Yong-dae · och Yoo Yeon-seong (KOR) | Kim Ki-jung · och Kim Sa-rang (KOR)                     |
| Herrdubbel  | Ko Sung-hyun · och Shin Baek-cheol (KOR) | Lee Yong-dae · och Yoo Yeon-seong (KOR) | Mathias Boe · och Carsten Mogensen (DEN)                |
| Damdubbel   | Tian Qing · och Zhao Yunlei (CHN)        | Wang Xiaoli · och Yu Yang (CHN)         | Lee So-hee · och Shin Seung-chan (KOR)                  |
| Damdubbel   | Tian Qing · och Zhao Yunlei (CHN)        | Wang Xiaoli · och Yu Yang (CHN)         | Reika Kakiiwa · och Miyuki Maeda (JPN)                  |
| Mixeddubbel | Zhang Nan · och Zhao Yunlei (CHN)        | Xu Chen · och Ma Jin (CHN)              | Liu Cheng · och Bao Yixin (CHN)                         |
| Mixeddubbel | Zhang Nan · och Zhao Yunlei (CHN)        | Xu Chen · och Ma Jin (CHN)              | Joachim Fischer Nielsen · och Christinna Pedersen (DEN) |